# Poker en 1970
Cet article résume les événements liés au monde du poker en 1970.

## Tournois majeurs

### World Series of Poker 1970
Il s'agit de la première édition des World Series of Poker, qui s'est déroulée non pas sous la forme d'un tournoi, mais d'une partie de cash game. Le champion a été désigné à l'issue d'un vote. Johnny Moss est élu par "Amarillo Slim" Preston, Sailor Roberts, Doyle Brunson, Puggy Pearson, Crandell Addington et Carl Cannon.